# Костюк, Станислав Васильевич
Станислав Васильевич Костюк (укр. Станіслав Васильович Костюк; 18 марта 1937, Харьков — 4 апреля 2014, Харьков) — советский футболист, нападающий, полузащитник, полузащитник. Мастер спорта СССР, заслуженный тренер Украины (2002).
Родился в Харькове в 1937 году. После Великой Отечественной войны с сестрой жил в детском доме в течение трёх лет. После демобилизации отца жил на ХТЗ с мачехой и ее дочерью. Начал заниматься футболом на стадионе ХТЗ, первый тренер Александр Тихонович Москалёв.
С 1954 года играл за «Торпедо» Харьков, в составе юношеской сборной Харьков победитель чемпионата Украины. Армейскую службу проходил в командах Киева (1957—1958) и Львова (1959). Приглашался в «Черноморец», но перешёл в харьковский «Авангард». В 1962 году приглашался в донецкий «Шахтер» в 1964 году — вновь в «Черноморец», но играл до конца карьеры в 1966 году за «Авангард».
С 1967 года работал тренером в дубле команды, переименованной в «Металлист». В 1975—1979 годах — тренер в харьковском спортинтернате. В 1979—1982 годах — второй тренер и начальник команды в «Металлисте». Был старшим тренером «Маяка» Харьков. Работал директором ДЮСШ № 16.
Награждён орденом «За заслуги» III степени (2008), медалью «За заслуги» (2004), знаком «Відмінник освіти України» (1996).